# Arthrocnemum
Arthrocnemum ist eine Pflanzengattung in der Familie der Fuchsschwanzgewächse (Amaranthaceae). Es sind strauchige Salzpflanzen mit fleischigen, scheinbar gegliederten Sprossachsen und stark reduzierten Blättern und Blüten. Die nur etwa zwei Arten sind von Makaronesien und dem westlichen tropischen Afrika über den Mittelmeerraum bis nach Südwestasien verbreitet.

## Beschreibung

### Vegetative Merkmale
Die Arthrocnemum-Arten sind kleine Sträucher, die Wuchshöhen von bis zu 1,5 Metern erreichen. Sie sind von der Basis an stark verzweigt und bilden oft dichte mattenartige Bestände. Die Rinde der diesjährigen Zweige ist blaugrün (manchmal gelblich) und kahl.
Die gegenständigen Laubblätter sind fleischig, an der Basis verwachsen und becherartig den Stängel umgebend, zu kleinen Schuppen mit einer Länge von bis 5 Millimetern reduziert und oben in eine feine Spitze ausgezogen. Zwischen den Blattschuppen sind Spalten an den Stängelgliedern erkennbar.

### Blütenstände und Blüten
Die endständig an den Seitenzweigen stehenden Blütenstände sind ährenartig unverzweigt oder können kurze Parakladien enthalten. Sie bestehen aus gegenständigen, dreiblütigen Zymen, die jeweils der Achsel eines Tragblatts entspringen.
Die Blüten sind zwittrig (manchmal fehlen bei den seitlichen Blüten die Staubblätter) und protandrisch. Die mittlere Blüte ist viereckig, die seitlichen sind dreieckig. Die drei bis vier Tepalen sind meist bis zur Spitze verwachsen, stehen aufrecht und überragen die Tragblätter um ein Drittel oder die Hälfte der Länge. Sie bestehen aus mehreren Lagen von dünnwandigen Zellen mit eingestreuten verholzten Zellen, verhärten aber niemals völlig. Die Blüten enthalten ein oder zwei herausragende Staubblätter von 0,8 bis 1,3 Millimeter Länge. Der Fruchtknoten ist konisch. Der Griffel endet in zwei Narben.

### Früchte und Samen
Die Fruchtwand besteht im oberen Teil aus dickem und mehrlagigem, im unteren Teil aus dünnem Parenchym. Die Samen sind im unreifen Zustand rötlich und werden später schwarz. Die krustenartige Samenschale weist meist an einer Seite papillenartige, konische Auswüchse auf. Der Embryo steht vertikal und ist kommaförmig gebogen, ein Nährgewebe ist vorhanden.

## Vorkommen

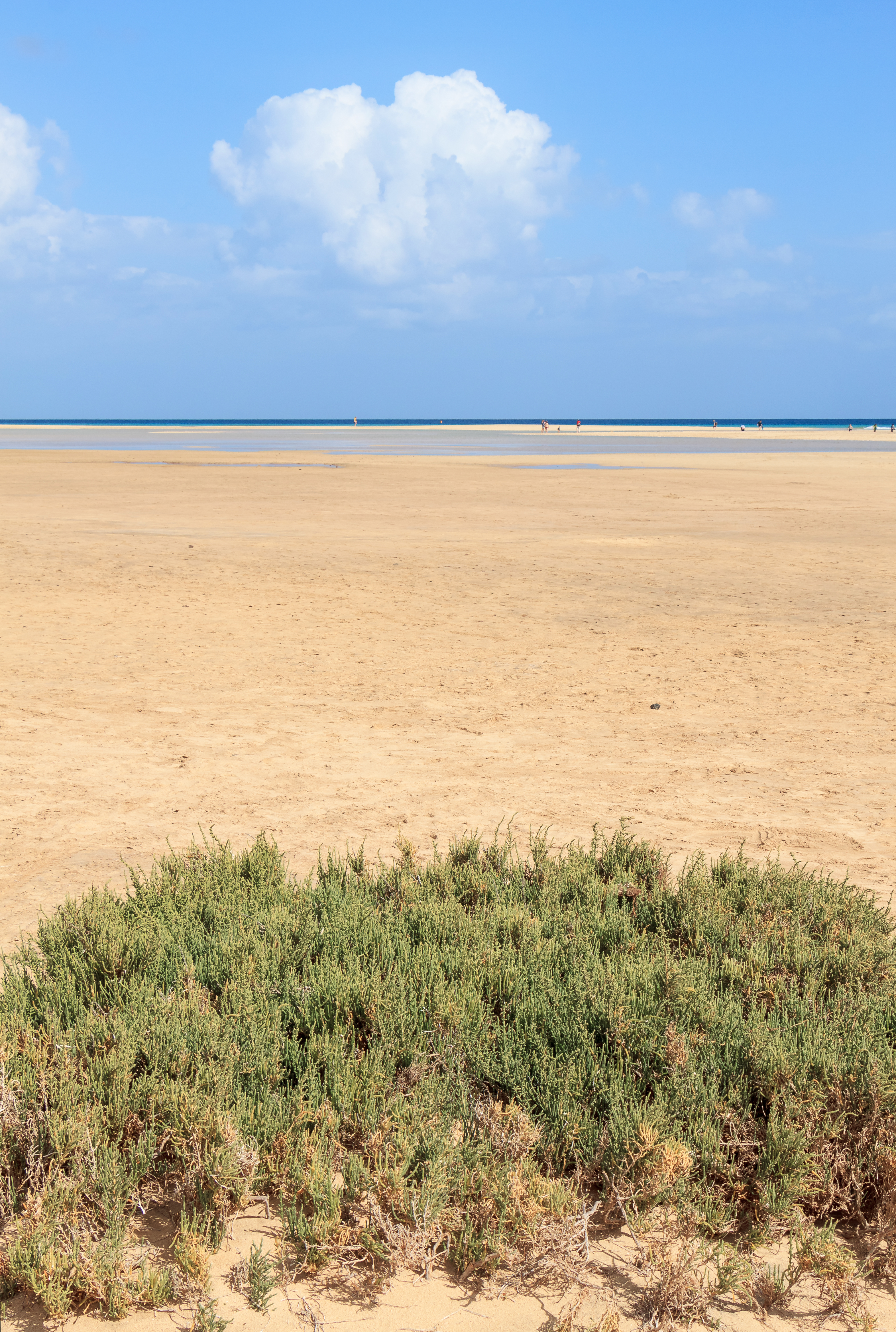
Bestand von Arthrocnemum macrostachyum am Strand von Fuerteventura

Das Verbreitungsgebiet von Arthrocnemum umfasst (nach Ausschluss der amerikanischen Art, siehe unten) den Mittelmeerraum, Makaronesien, das westliche tropische Afrika, die nördliche Sahara und Südwestasien (Saharo-Arabische Region).
Als typische Salzpflanzen (Halophyten) besiedeln die Arten Salzmarschen an den Meeresküsten sowie salzige Standorte im Inland.

## Systematik
Die Gattung  Arthrocnemum wurde 1840 durch Alfred Moquin-Tandon aufgestellt. Eine Typusart wurde bislang noch nicht gültig festgelegt.
In der Gattung Arthrocnemum wurden früher zahlreiche Arten zusammengefasst, die in andere Gattungen innerhalb der Tribus Salicornieae gestellt werden (beispielsweise zu Sarcocornia und Tecticornia). Sowohl molekulargenetisch als auch durch die Fruchtmerkmale ist Arthrocnemum klar abgegrenzt.
Arthrocnemum ist nah verwandt mit der monotypischen Gattung Microcnemum.
Nach Sukhorukov & Nilova 2016 enthält die Gattung Arthrocnemum nur noch zwei Arten:
- Arthrocnemum franzii Sukhor.: Sie kommt in westlichen tropischen Afrika (Kap Verde) auf den Inseln Sal, Maio und Boa Vista vor.
- Graue Gliedermelde[3] (Arthrocnemum macrostachyum (Moric.) C.Koch): Sie ist im Mittelmeerraum, in Makaronesien, der nördlichen Sahara und Südwestasien weitverbreitet.

Piirainen, Liebisch, & Kadereit schlugen 2017 vor, den Ersatznamen Arthrocaulon zu verwenden, da Arthrocnemum ein nomenklatorisches Synonym von Salicornia sei.
Auszuschließende Art:
- Arthrocnemum subterminale (Parish) Standl.: Sie kommt von Kalifornien bis Mexiko[5] vor. Diese Art weist abweichende Merkmale auf und sollte nach Sukhorukov & Nilova 2016 aus der Gattung ausgeschlossen werden. Sie wird nach Piirainen, Liebisch,  & Kadereit 2017 als Arthroceras subterminale (Parish) Piirainen & G.Kadereit in die Gattung Arthoceras gestellt.[4]